# Attilio Carminati
Attilio Carminati (Venezia, 26 settembre 1922 – Venezia, 22 luglio 2013) è stato uno scrittore italiano.

## Biografia

### Nascita e infanzia a Venezia
Poeta, commediografo, traduttore e saggista veneziano (una quarantina di libri in sessant'anni) Attilio Carminati nasce il 26 settembre 1922 da famiglia piccolo borghese che abitava in fondamenta San Tomà, nella parrocchia dei Frari, a Venezia. A sette anni scrive la sua prima raccolta di versi. Traduce in endecasillabi un atto dell'Hernani di Victor Hugo, il Libro IX' dell'Eneide e alcune sezioni di Le Metamorfosi di Ovidio. Alla bocciatura rimediata nel primo corso superiore al Paolo Sarpi il padre lo inserisce nell'organico dell'azienda sartoriale di famiglia.

### Guerra, Sport e Teatro
Di ritorno dalla guerra, dove si era arruolato nell'esercito del generale Badoglio, Carminati frequenta con altri artisti la Libreria Ongania, all'Ascensione, ed entra a far parte di cenacoli letterari. Dà la sua adesione al gruppo culturale progressista L'Arco, che aveva sede nel Palazzo delle Prigioni al Ponte della Paglia. Fonda al Lido di Venezia la Compagnia Giovanile di Prosa, che per due anni tiene il cartellone al teatro Corno d'Oro, in via Malamocco. Ne facevano parte gli studenti: Gianni Raccanelli, Tino Scaglione, Clara Meloncini, Pino Cigarini e Roberto Callegari. Carminati dirige la Compagnia come regista mettendo in scena opere di Goldoni, Ibsen, Manzari, De Benedetti, Mosca, nonché un suo atto unico, Quando il regista va in cerca di attori, di scoperto sapore pirandelliano.
Dal '39 al '65 si dedica allo sport agonistico, in particolare alla marcia, in gara negli anni cinquanta con i più famosi Pino Dordoni e Abdon Pamich (nel '41 fu presentato al Duce a Palazzo Venezia, e solo qualche guaio fisico gli impedì nel 1952 di partecipare alle Olimpiadi di Helsinki poi vinta dal rivale e compagno nella squadra azzurra). Nel 1954 a Ponte S.Pietro (Bergamo) veste la maglia azzurra nell'incontro con la squadra svizzera, e giunge terzo al traguardo. Lo chiamano "Il Marciatore Poeta", in virtù dei suoi canti ispirati allo Sport.
 "Io Nasco poeta tanti anni fa, quando con due pietre in tasca per scacciare i cani mi accingevo all'allenamento notturno lungo le strade del Lido. Alla tre di notte uscivo per fare i miei 30/40 km e ritornavo a casa quando la gente andava al lavoro. -Mi ero preparato una tabella di marcia, ero diventato l'allenatore di me stesso! - Ricordi stupendi, poesia! Già, perché nella notte mi era fedele compagna la poesia: recitavo versi, componevo, cantavo; cantavo anche nelle gare ufficiali: quando superavo gli avversari io cantavo. Nello sforzo trovavo sollievo, conforto alla mia solitudine, esaltazione" 
La Saga della centochilometri stampata a Venezia viene definita dal Corriere dello Sport - Stadio di Roma "degna di figurare nella letteratura sportiva del nostro tempo". Gianni Brera pubblica nel suo giornale Becco giallo l'ode a Pietro Mazza composta da Carminati, per esaltare il connubio dello sport con la poesia vissuto da un atleta che sapeva anche esprimersi in versi. In ventisette anni di sport militante Carminati apprende così la competitività, la resistenza, l'onestà, il lottare spalla a spalla senza compromessi, ma ha anche la possibilità di viaggiare per l'Italia, e mettendo sotto sforzo il suo fisico compete per l'ottenimento di premi e di denaro: fonte di guadagno nel momento in cui si trova disoccupato (nel 1952 a seguito di un'asta pubblica il padre perde l'appalto della sartoria militare).
In questi anni inizia anche uno studio fecondo dei simbolisti francesi e dei loro precursori. Il Poeta Marciatore vede nella scuola francese un buon motivo per approfondire lo studio delle figure retoriche, e riscopre l'esigenza di farne un uso moderato. Nel frattempo nell'affascinante campo del teatro la sua produzione, scritta in collaborazione con l'amico giornalista Lino Castro, va considerevolmente aumentando. Alla messa in onda radiofonica della pièce A 10km da Jannercity, (nel 1947 su radio Trieste, e successivamente su radio Torino, per la regia di Claudio Fino) fanno seguito (su Radio Venezia) l'atto unico Anche gli angeli scrivono, e nel 1952, con la Compagnia Universitaria di Ca' Foscari diretta da Giovanni Poli, la novità Una ballabile per Jazz. La commedia in tre tempi Prendi per mano il cielo entusiasma il Poli che vuole metterla subito in scena ed esserne il protagonista. A Ca' Foscari ha nove repliche consecutive, suscitando calorosi consensi di pubblico e critica. La collaborazione con Castro ha termine nel 1968 con la commedia in un atto I dodici cavalli bianchi letta a Mestre dalla compagnia Piccola Ribalta, diretta da Carlo Russo.

### La professione e i primi concorsi
Nel 1955 trova lavoro nell'Amministrazione Provinciale di Venezia. Non avendo diploma ma solamente un certificato di scuola media inferiore al "Paolo Sarpi" entra come alunno d'ordine fuori ruolo; dopo trentadue anni di carriera uscirà come collaboratore-economo. L'appello dell'immaginazione creatrice si fa sentire nei momenti di libertà, ma la metidocità lavorativa si trasmette al modus-operandi serale. "Attilio Carminati è un poeta della domenica, già come lo furono - poco distante - Biagio Marin e Romano Pascutto". Il fatto di essersi creato una famiglia e l'esigenza di mantenerla economicamente non fanno passare in secondo piano la sua vena poetica, che avrà modo di essere liberata nel momento in cui Carminati comincerà a partecipare ad alcuni concorsi nazionali di poesia in lingua italiana. Il suo approccio col foglio bianco è una ricerca della perfezione a livello grammaticale: minute, labor limae, correzioni a non finire, l'autore non libererà un verso che non sia ponderato, fatto, rifatto, rivisto; la correzione vertendo non tanto sul piano della forma ma del contenuto. 
Nel 1966 consegue un'importante segnalazione al Premio Nazionale di Poesia "Cervia" (è presidente di giuria Carlo Bo) e nello stesso tempo vince il "Premio Illasi" con la raccolta di poesie in italiano Eravamo Vento d'Estate. Qui il poeta prende coscienza della propria ispirazione e nell'anno seguente con Lettere al Sole vince il Gerione d'Oro.

### Il decennio "magico e felice"
Nel 1971 capita a Carminati di prendere parte ad un concorso di poesia dialettale per le Tre Venezie, indetto dall'Hostaria dell'Amicissia di Abano Terme. Riceve per posta il bando, nel quale figurano, quali componenti della giuria: Ugo Fasolo, Bino Rebellato, Bortolo Pento, Gino Nogara. Si iscrive e arriva terzo. Parte da qui la maturazione di una consapevolezza di appartenenza alla tradizione veneta, dotata di una liricità storica, capace di provocare piacere e di essere un appello per il lettore ad un senso di condivisione di umanità. E così, messa da parte la lingua italiana, che pure gli aveva permesso di ottenere validi riconoscimenti dalla critica, eccolo approdare ad un'intensissima attività poetica in dialetto che rapidamente si concretizza in una nuova raccolta di poesia da pubblicare.
"Se, come ho sentito dire, Catone ha imparato il greco a settant'anni, il mio approdo al veneziano non è poi così tardivo come potrebbe apparire"!.
Siamo nel 1973, anno in cui per conto della casa editrice "Il Gerione" pubblica Piere Rosse. Seguono cinque anni di meditazione e di silenzio, poi, nel 1978, comincia l'anno "felice" delle traduzioni in veneziano. Il cavallo vincente sarà il Vangelo in Venexian, di cui uscirà un'edizione riveduta e ampliata nel 1997. A dimostrare che questo suo Vangelo non è il ripiego di un autore che non ha più nulla da dire (infatti lascia spazio a una certa libertà inventiva) egli invia alle stampe, nello stesso anno, Requiem per un colombo
, dove raccoglie più di una settantina di poesie. Qualcosa è cambiato rispetto alla tensione di Piere Rosse: il discorso si è fatto più ampio, più pacato, forse un po' meno lirico ma non per questo meno valido e interessante. Non meno narrativo è il testo del 1980 Robert François Damiens da cui emerge il suo amore per la scenografia e per il teatro. Siamo giunti così a Un fià de Bibia en Venexian   (1981) e a El pagiasso co la tromba (vincitore del premio "Veneto 81" a Luvigliano di Torreglia. Carminati affronta ora tematiche diverse: ha finalmente trovato un linguaggio poetico che possa imitare l'ordine del suo universo ed è la vita quotidiana ad ispirarlo. Sente la necessitò di approdare ad un argomento elevato, che valorizzi e vivacizzi il suo stile e che abbia come indirizzo quella città che lo fa respirare e "sentire vivo". Quattro anni dopo dà allora alle stampe la raccolta Séne venesiane. La problematica di una città amata veramente è trattata via via in una successione di fatti non sempre collegati tra loro, ma facenti tutti parte di un quadro immenso proiettato nel tempo e nello spazio: Venezia.

### Grafia ed allegorie. La scoperta di Maffio Venier
Interessante l'evoluzione cominciata da Carminati per quanto riguarda la grafia: in un processo di rinnovamento, egli adotta caratteri particolari di stampa per rappresentare anche visivamente suoni diversi, svincolandosi in tal modo dai vecchi modelli di scrittura. La sua spontanea inclinazione alla filologia si concretizza nella presenza costante di un glossario alla fine di ogni raccolta, motivata dal fatto che molti termini da lui usati sono frutto di una ricerca encomiabile tra gli scritti dei più importanti autori classici.
"Carminati è fuor di dubbio quello che, tra tutti i poeti veneti di questo secolo, ha più sistematicamente lavorato al problema della trascrizione - tema che né Giacomo Noventa, né Biagio Marin, né Andrea Zanzotto hanno affrontato in maniera soddisfacente, anche se ciò nulla toglie alla loro grandezza".
Dopo Canzoni e Sonetti del 1993, Carminati, già da due anni associato all'Ateneo Veneto (diventerà Socio Onorario nel 2004), nel 2002 pubblica da Corbo&Fiore Maffio Venier - Poesie Diverse prefazione di Manlio Cortelazzo.
"Sapevo che presso la Biblioteca Marciana di Piazza San Marco esistevano alcuni manoscritti che ti riguardavano (Maffio Venier), così una mattina, come un fiducioso esploratore in cerca di nobili prede, mi presentai allo sportello per tentare qualche consultazione, non senza essermi munito di una lente d'ingrandimento [..] A prima vista non ci capivo una parola, era come se avessi davanti un testo turco o arabo... ". Il volume pubblicato da Carminati è la più cospicua raccolta della produzione di questo celebre poeta veneziano. Il libro comprende madrigali, canzoni, canzonette, sonetti, ottave e "rime venieresche" di un poeta esplicitamente erotico e censurato al pari dell'Aretino. Quest'impresa suona non solo come difesa del passato letterario veneziano, ma anche come apologia delle proprie capacità, a persuadere il pubblico che lo segue del fatto che la poesia è una forma di perfezione umana, che l'amore della poesia va di pari passo con l'amore della donna, e che quindi Maffio Venier era un "illuminato". Carminati condanna l'oscurità che penalizzò nei secoli la poesia del patrizio veneziano, che considera come soggetto etico, un manifesto di poetica, la cui arte era un veicolo di gioia e rabbia.

### Carminati, i Simbolisti e François Villon
Già nel dopoguerra Carminati inizia uno studio fecondo dei Simbolisti francesi e dei loro precursori. Traduce da Baudelaire I fiori del male, al completo), Rimbaud, Verlaine, Paul Valéry, autori che rientrano nella sua mitologia letteraria. Tradurre i Simbolisti è forse inconsciamente per l'autore un tentativo di sprovincializzazione, partecipando al moto della cultura europea la cui eco ancora risuonava nell'Italia tra le due guerre, quell'Italia che aveva voluto superare il suo orgoglioso isolamento.
Non è un caso che Carminati si avvicini al Medioevo, nel suo linguaggio, generi letterari, metrica e sintassi. Proprio i simbolisti infatti leggevano Villon, Rabelais, lo spirito dei grandi "farceurs" nel teatro di Molière.
Nel 1968 aveva già tentato, da solo, la traduzione delle opere di Villon, un autore che per molti aspetti gli pare congeniale, "artista indecifrabile, poliedrico, controverso, sarcastico, meditativo e profondamente umano con i suoi temi dominanti: la condizione umana, l'amore, la giustizia, la morte". Tradurre Villon sarà più arduo del previsto. Carminati inizierà allora con Emma Mazzariol, docente di Ca' Foscari, una collaborazione che per il poeta lidense avrà il sapore di un tirocinio letterario. Il lavoro, quotidiano e serale, si protrarrà per nove anni. Nel 1971 la traduzione al completo verrà accettata da Mondadori e pubblicata nella prestigiosa collana "I Meridiani". Si stamperanno in breve tempo due edizioni, per arrivare a nove ristampe, che manterranno l'elegante prefazione di Mario Luzi. Il duo dei traduttori si sciolse qualche anno dopo la pubblicazione dell'opera, ma il Lidense ancora non si sentiva appagato: convinto che il vero linguaggio per tradurre e rivelare Villon fosse usare la lingua veneziana, nel 1982 traduce l'amato Villon anche "in venexiàn" per la Biblioteca Veneta Piovan.
"Le numerose letture hanno confrontato Carminati con angoscia, emozioni più estreme e una molteplicità d'immagini e simboli. Legando a sé i suoi personaggi ha cercato di farli uscire dal caos, contro il fato, il tempo, il limite e l'inevitabile. Il libro è per Carminati liber mundi e liber vitae, riunisce ciò che è disperso, ricostruisce ciò che è stato frantumato. Nella rilettura mette la sua personalità, con il sigillo della buona fede. Il libro è una soglia, un ingresso nel miracoloso ignoto.

## Premi, onorificenze e riconoscimenti
- La Presidenza del Consiglio dei Ministri gli ha conferito, nel 1972, un premio per la cultura
- Anno 1966: Concorso Nazionale  di Poesia "Illasi" (Verona). I classificato e pubblicazione delle poesie presentate
- 1967. Concorso Nazionale di Poesia, Abano Terme, I classificato. Premio Targa "Il Gerione d'Oro" e pubblicazione della raccolta poetica "Lettere al Sole"
- 1973. Concorso dei dialetti del veneto, Schio (Vicenza). I classificato, premio "La Navetta d'Oro"
- 1977. Concorso Triveneto di poesia in dialetto, Abano Terme. I classificato, premio dipinto originale del pittore Virgilio Guidi.
- 1980. Concorso Nazionale di Poesia "Arco d'Oro", Malamocco, Venezia. I' classificato.
- 1981. Concorso di Poesia in dialetto "Premio Veneto '81", Torreglia (Padova). I classificato per l'Opera Poetica "El Pagiasso co la tromba".
- 1988. Targa offerta dal Sindaco della Città di Venezia in occasione del X "Incontro delle Colonète", quale riconoscimento speciale.
- 1994. Concorso nazionale San Vito al Tagliamento, I classificato.
- 1994. Concorso Internazionale di Poesia "Giulietta e Romeo", Montorso (Vicenza). I' premio sezione di Poesia Veneta.
- 1999. Concorso Nazionale di Poesia indetto dai comuni di San Stino di Livenza e Noventa di Piave, "Noventa e Pascutto". I classificato.
- 2005: I Premio Concorso "Bella Giudecca". La Galleria Francesco Guardi gli dedica una cerimonia dove il Sindaco di Venezia, prof. Paolo Costa gli offre una Targa d'Onore a nome della cittadinanza.

## Opere
- Fronde Sparse. Liriche, Tipografia San Marco, Venezia, 1944
- Risveglio. Liriche, Tip. Nicoletti, Venezia, 1945
- Eravamo Vento d'Estate , Tip. Emiliana, Venezia, 1966
- Lettere al Sole, Il Gerione, Abano Terme, 1968
- Opere di François Villon, con Emma Stojkovic Mazzariol, I Meridiani Mondadori, 1971 e ristampe
- Pière rosse, Ed. Il Gerione, Abano Terme, 1973
- El Vangelo in venexian, Edizioni Helvetia, Venezia, 1978
- Requiem per un colombo, Edizioni Helvetia, Venezia, 1978
- Robert François Damiens, Edizioni Helvetia, Venezia, 1980
- Un fià de Bibia in venexian, Edizioni Helvetia, Venezia, 1981
- El pagiasso co la tromba, La Bancarella Editrice, Schio, 1981
- François Villon in venetian, Biblioteca Veneta Piovan, Abano Terme, 1982
- Tristan Corbière in venesian, Biblioteca Veneta Piovan, Abano Terme, 1983
- Le Sène Venesiane, Biblioteca Veneta Piovan, Abano Terme, 1985
- La Chanson de Roland in veneziano, Fonèma, Spinea, 1988
- Versi d'amor per na gata, Fonèma, Spinea, 1990
- Zornada bògia, Editoria Universitaria, Venezia, 1991
- La lengua del dose, Antologia Poetica 1973-1991, Ed. La Press, Venezia, 1992
- Maffio Venier, Canzoni e sonetti, Corbo e Fiore, Venezia, 1993
- Sonetti veneziani a Gioacchino Belli, Editoria Universitaria, Venezia, 1993
- Santi, Madòne, Anzoi, Diàvoi..., Campanotto Editore, Udine, 1994
- El Putelo e'l fiume, Corbo e Fiore, Venezia, 1996
- El Cantar Ultimo, Panda Edizioni, Padova, 1998
- 'N altro fià de Bibbia in venexian, Edizioni Helvetia, Spinea, 1998
- Omo de casa, Edizioni Helvetia, Spinea, 1999
- Giuseppe Antonio Brunelli, Poesie per Giovanna. Versione in veneziano di Attilio Carminati, Spinea, Edizioni Helvetia, 1999
- Ai amissi, Centro internazionale della Grafica, Venezia, 2000
- Giuseppe Antonio Brunelli, Concerto per Palma. Versione in veneziano di Attilio Carminati, Spinea, Edizioni Helvetia, 2001
- Maffio Venier, Poesie diverse, Corbo e Fiore, Venezia, 2001
- Le favole di Fedro in versi veneziani, Edizioni Helvetia, Spinea, 2002
- Ai Amissi 2, Centro Internazionale Grafica, Venezia, 2003
- Il Sesso della Terra, Matteo Editore, Treviso, 2004
- Maratona, la Fatica e la Gloria, Il Prato, Padova, 2005
- Pascoli di Silenzio, Il Prato, Padova, 2006
- La Bambola Etrusca, Il Prato, Padova, 2007
- La nuvola nera (Le meleagrine), Il Prato, Padova, 2008
- Cento Favole di Esopo, Il Prato, Padova, 2008
- Xenos e la bestia, (l'unico romanzo), Matteo Editore, Casier, 2012

### Testi tradotti in altre lingue
- Angel Crespo, Poemas en Veneciano de Attilio Carminati, in Hora de Poesia, bimestrale n.46-47, Barcelona, luglio-ottobre 1986